# Kirklington, Nottinghamshire
Kirklington är en ort och civil parish i Storbritannien.   Den ligger i grevskapet Nottinghamshire och riksdelen England, i den sydöstra delen av landet, 190 km norr om huvudstaden London. Kirklington ligger 43 meter över havet och antalet invånare är 300.
Terrängen runt Kirklington är platt. Runt Kirklington är det ganska tätbefolkat, med 166 invånare per kvadratkilometer. Närmaste större samhälle är Nottingham, 19,7 km sydväst om Kirklington. Trakten runt Kirklington består till största delen av jordbruksmark.